# Диминг, Фредерик
Фре́дерик Бе́йли Ди́минг (англ. Frederick Bailey Deeming; 30 июля 1853, Эшби-де-ла-Зауч, Лестершир, Англия, Великобритания — 23 мая 1892, Мельбурн, Виктория, Австралия) — австралийский преступник английского происхождения, осуждённый и казнённый за убийство двух своих жён и четырёх детей. Подозревался в причастности к убийствам, приписываемых Джеку-потрошителю.

## Биография
Фредерик Бейли Диминг родился в семье медника Томаса Диминга (англ. Thomas Deeming) и его жены Энн Диминг, урождённой Бейли (англ. Ann Deeming, née Bailey). В детстве был «трудным ребёнком»; в возрасте шестнадцати лет сбежал из дому на море. Средства на жизнь добывал воровством, получал деньги по поддельным требованиям. 26 июля 1891 года в деревне Рэйнхилл убил свою первую жену Мэри Диминг, урождённую Джеймс (англ. Marie Deeming, née James), и четверых собственных детей. 24 декабря того же года в мельбурнском пригороде Виндзор убил свою вторую жену Эмили Диминг, урождённую Мэзер (англ. Emily Deeming, née Mather).
С момента обнаружения тела Эмили в Виндзоре в марте 1892 года до казни Диминга в мае того же года прошло всего три месяца — по сравнению с современными западными правовыми стандартами необычайно короткий срок. Это произошло не только благодаря эффективной работе полиции, но и ввиду широкого интереса мировой прессы к происшедшему убийству. Так, новость об убийстве Эмили Диминг распространил английский корреспондент газеты Melbourne Argus, первым опросивший мать Эмили в Рейнхилле. Другим фактором стали привычки и темперамент самого Диминга: он часто использовал различные имена и привлекал к себе внимание своим поведением, которое различные источники описывают как агрессивное, вызывающее и чрезмерно назойливое по отношению к женщинам.

### 1880-е годы. Австралия
Полицейское расследование, проведённое после ареста Диминга в 1892 году, установило, что он переехал в Австралию в 1882 году, работал в основном в Сиднее, но также работал на Джона Дэнкса, мельбурнского импортёра труб для газопроводов. Мельбурнские работодатели отзывались о нём как об отличном работнике, они дали ему кредит в 200 фунтов, на открытие бизнеса в Рокемптоне, Квинсленд. Деньги Диминг не вернул. Было известно, что Диминг работал на сиднейского газовщика, работодатель обвинил его в краже медных фитингов. Диминг отвергал обвинение, однако пропавшие фитинги были найдены у него дома, и он был приговорён к шести месяцам заключения. Во время оглашения приговора Диминг упал в обморок. После освобождения он продолжил работать газовщиком в Сиднее, пока в декабре 1887 года не предстал перед судом по обвинению в ложной несостоятельности. Будучи отпущен под залог, он исчез из Нового Южного Уэльса.
В Австралии Диминга сопровождала жена Мэри, урождённая Джеймс, «типичная валлийская девушка». Он женился на ней в феврале 1881 года в Нижнем Трэнмере (Англия), некоторое время они проживали в Беркенхэде, а потом уехали в Мельбурн. Брат Диминга Альфред был женат на сестре Мэри, Марте. В 1886 году у Диминга и Мэри уже были две дочери, родившиеся в Австралии: Берта и Мэри. В 1888 году его братья Альфред и Уолтер узнали, что Диминг с семьёй вернулся в Англию «со значительным состоянием».

### Южная Африка. Возвращение в Англию
Позднее в ходе полицейского и журналистского расследований было установлено, что Диминг в 1888—1889 годах проживал в Южной Африке в Кейптауне, но точных сведений о его переездах нет. Возможно, он вернулся в Беркенхэд, Англия, по крайней мере однажды. В то время Мэри родила ещё одного ребёнка. Было известно, что в 1889 году Диминг занимался махинациями в алмазных шахтах в Трансваале. Пассажирам и капитану парохода Yumna, на котором Диминг возвращался в Англию, он хорошо запомнился демонстрацией своих драгоценностей и денег и интересом к некоторым пассажиркам.
Диминг прибыл в Гулль в ноябре 1889 года и остановился в Беверли. Он жил под именем «ушедшего на покой скотовладельца» Гарри Лоусона из фермы Маунт-хауз, Рокемптон, Квинсленд, и тратил по 1,5 тыс. фунтов в год. Он посватался к Хелен Мэтсон, 21-летней дочери своей квартирной хозяйки, и женился на ней 18 февраля 1890 года, став таким образом двоежёнцем. Месяц спустя, после медового месяца, проведённого в Южной Англии, он внезапно исчез, захватив с собой дорогие подарки Мэтсонов. Согласно Гурвичу и Рэю, жена и семья Диминга знали о новом браке Диминга.
Мэри с четырьмя детьми посетила Диминга в Биркенхэде. По-видимому, он дал Мэри несколько сотен фунтов и объявил, что уезжает в Южную Америку и пошлёт за ней и детьми, когда там поселится. Перед отъездом он провёл новое мошенничество с гулльскими ювелирами. По прибытии в Монтевидео он был арестован и экстрадирован обратно в Англию по обвинению в «получении товаров по фальшивым требованиям». Его приговорили к девяти месяцам заключения.

### Рэйнхилл
После освобождения из тюрьмы в июле 1891 года Диминг отправился в Ливерпуль, поселившись в гостинице деревни Рэйнхилл, Мейерсайд под именем Альберт Уильямс. В гостинице его посещала таинственная женщина (почти определённо его жена Мэри), представлявшаяся его сестрой, потом она якобы уехала в Порт-Саид. Диминг арендовал дом в Рэйнхилле (виллу Динхэм), предположительно от лица друга-военного, некоего «полковника Брукса». Диминг сам поселился на этой вилле, вместе с женщиной и несколькими детьми. Диминг их выдавал за «сестру с её детьми, вернувшимися домой». Вскоре он пожаловался, что водостоки на вилле неисправны и дверь в кухню нуждается в замене. За заменой двери он наблюдал лично.
Будучи в Рэйнхилле, Диминг начал ухаживать за Эмили Лидией Мэзер, дочерью овдовевшей местной лавочницы, миссис Доув Мэзер. Мэзер и Диминг (под именем Альберт Уильямс) поженились 22 сентября 1891 года.

### Убийство в Виндзоре
В ноябре 1891 года Диминг (под именем «Уильямс») и Мэзер отправились в Австралию на борту германского парохода «Кайзер Вильгельм II». Прибыв в Мельбурн 15 декабря 1891 года, Диминг снял дом на Эндрю-стрит в мельбурнском пригороде Виндзор. 24 декабря или утром 25 декабря он убил Мэзер, закопал тело под каменной плитой (основанием очага) в одной из спален и залил его цементом. Диминг заплатил за аренду за месяц вперёд, воспользовавшись именем «мистер Драун», но почти немедленно покинул это жилище. Собственник жилья мясник Джон Стэмфорд был рад сдать свой дом в аренду Димингу, поскольку тот выглядел респектабельно и поначалу его имя было никому не известно.
3 марта 1892 года арендатор, собиравшийся снять дом в Виндзоре, пожаловался на «неприятный запах» во второй спальне. Хозяин дома и агент по недвижимости приподняли плиту, чтобы установить причину, «из-за которой, по их оценкам, можно было едва вздохнуть». Вызвали полицию, которая нашла тело Мэзер. Проведённое 4 марта расследование установило, что хотя её череп был раздроблен несколькими ударами, наиболее вероятной причиной смерти стало то, что ей перерезали горло.
Находка привлекла широкое внимание публики. В номере газеты The Age, вышедшем через несколько дней, убийство Мэзер связывалось с уайтчапельскими убийствами в Лондоне:

С самого начала практически предполагалось подозрение на безумие и намекалось на сходство с уайтчапельскими убийствами. Тело изрублено и изувечено, хладнокровие, с которым тело было зацементировано, наём дома и прочее, тщательное уничтожение всех следов преступления — все эти обстоятельства предполагают злобу и умение, которые вряд ли могут относиться к психически здоровому убийце, неважно насколько жестокому и бессердечному. Оригинальный текст (англ.)From the outset a suspicion of insanity is almost suggested and a tinge of the Whitechapel murders is hinted. The body hacked and mangled, the cool manner in which the cementing was carried out, the taking a house etc, the laborious obliteration of all traces of the crime – all these things suggest the malevolence and craft which can scarcely accompany the sane murderer, no matter how callous and brutal.— 
Благодаря ключам, найденным в покинутом доме на Эндрю-стрит, и информации, полученной от местных торговцев, включая Стэмфорда и его агента, сержантам полиции, ведущим расследование, удалось выйти на «мистера Уильямса», недавно прибывшего на борту парохода Kaiser Wilhelm II. Полицейские опросили других пассажиров, давших противоречивые описания «мистера Уильямса» и Мэзер. За недели плавания Мэзер рассказала другим пассажирам о своей семье в Рэйнхилле, что дало полиции ниточку. Поведение Диминга на борту парохода также привлекло внимание. Многие пассажиры заявили, что «возненавидели Диминга, но все были согласны с тем, что он обращался с женой с любовью и деликатностью». Теперь полиция обладала очень точным описанием «мистера Уильямса», которое разослали по другим австралийским колониям, но его подлинная личина всё ещё оставалась неизвестной.
В ходе расследования, проведённого 8 марта, было установлено, что в начале января 1892 года мужчина, похожий на описание «мистера Уильямса», продал с молотка множество домашней утвари, возможно свадебных подарков. В это время он проживал в Мельбурне в Cathedral Hotel на Сванстоун-стрит под именем мистера Дункана. Позднее стало известно, что Диминг спустя несколько дней после убийства Мэзер написал нежное письмо (от имени Альберта Уильямса) её матери. Диминг под именем Дункана посетил брачное агентство Holt’s Matrimonial Agency, желая познакомиться с юной женщиной с намерением вступить в брак. Он также мошеннически обманул местного мельбурнского ювелира.

## Поимка

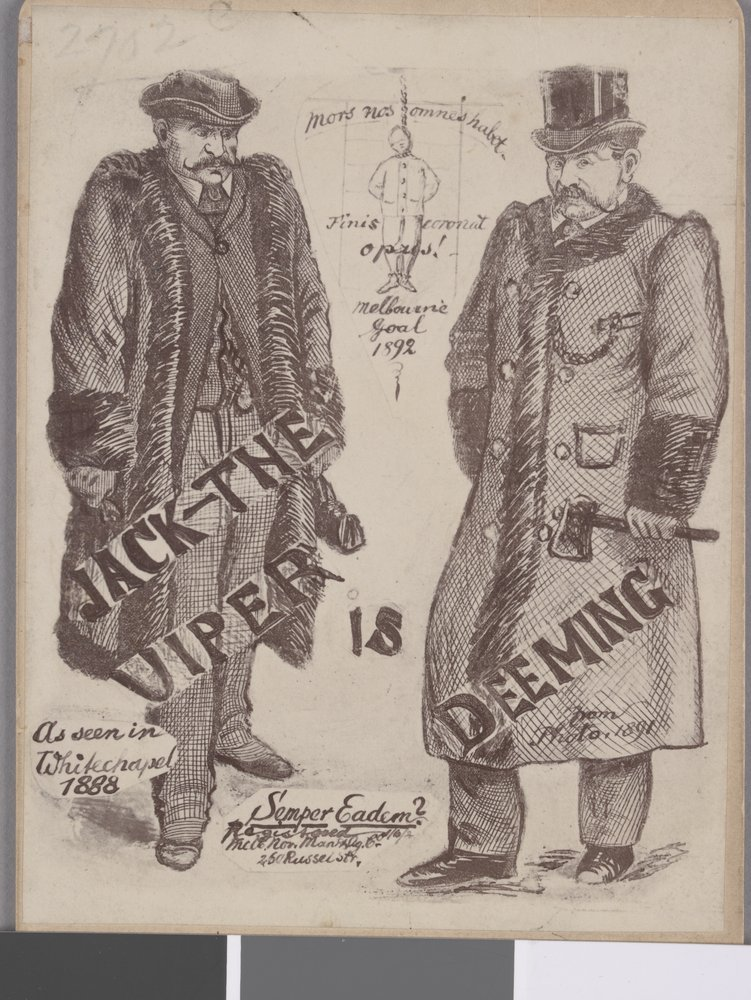
Рисунок XIX века, где сравниваются Диминг и «Джек-гадюка» из Уайтчепела

12 января 1892 года Диминг приехал в Сидней под именем Бэрона Свенстона. В Сиднее Диминг познакомился с Кейт Рунсфелл и стал ухаживать за ней. Он сказал Кейт, что если она согласится стать его женой, то «никогда не пожалеет об этом и всегда будет поздравлять себя с тем, что вступила с ним в брак». Диминг подарил Рунсфелл несколько ювелирных изделий (украденных у мельбурнского ювелира, как это было позднее установлено). Кейт согласилась выйти за него замуж и поехать с ним в западную Австралию, однако вскоре они расстались. Воспользовавшись поддельными свидетельствами, Диминг получил должность на шахте в австралийском городе Южный Крест. 22 января «Бэрон Свенстон» уехал во Фримантл. Под этим же именем Диминг сел на борт корабля, хвастаясь своим богатством и положением в обществе. Он начал ухаживать за молодой женщиной мисс Мод Бич, которая была под опекой своих дяди и тёти: мистера и миссис Уокли.
На этот раз Диминг натолкнулся на жёсткий отпор. Мистер Уокли заявил «Свенстону»: «Скажу вам откровенно: я не верю вашим историям, и не в моей привычке допускать человека из вашего класса в круг моей семьи». Поселившись в Южном Кресте, Диминг продолжал добиваться расположения Рунсфелл. В письме от 8 февраля он написал: «Не заставляй меня ждать, дорогая. Если ты любишь меня хотя бы наполовину как я тебя люблю, ты бы не заставила меня ждать ни дня». Отслеживая телеграммы в западную Австралию, полиция штата Виктория вышла на след Диминга и арестовала его в Южном Кресте 12 марта 1892 года. Сначала он отказывался назвать своё настоящее имя, но потом сказал: «Я думаю, я знаю того, кто был убит. Я не верю, что у кого-то хватило жестокости убить такую девушку». При обыске среди его имущества нашли ряд вещей Мэзер, включая её молитвенник.

### Убийства в Рэйнхилле
В то время как Диминга перевозили обратно в Мельбурн, из Англии пришли новости об убийствах в Рэйнхилле.
Находка тела Мэзер привлекла внимание публики. В ходе расследования в Рэйнхилле были обнаружены расчленённые тела Мэри Диминг и четырёх детей: Берты (9 лет), Мэри (7 лет), Сиднея (5 лет) и Лилы (18 месяцев), погребённых под вновь забетонированным полом виллы Динхэм. У большинства жертв было перерезано горло (Берта была задушена). Убийства были, по-видимому, совершены, когда Диминг (под именем Альберта Уильямса) ухаживал за Мэзер, приблизительно 26 июля 1891 года. На следствии в Рэйнхилле братья Диминга 18 марта 1892 года опознали Мэри и дали некоторые пояснения о деятельности Фредерика.
Об убийствах в Рэйнхилле не было известно восемь месяцев. Похоже, братья Диминга и сестра Мэри полагали, что она и дети пребывали в Брингтоне на празднике, а затем уехали за море. Диминг несколько раз побывал в Биркенхеде, чтобы уверить Марту в том, что с её сестрой и детьми всё в порядке. Разоблачению преступления также препятствовала аренда Димингом (под именем Уильямса) виллы Динхэм с условием, что дом не может быть продан или пересдан внаём в течение полугода, ввиду неминуемого прибытия полковника Брукса и (или) сестры «Уильямса». Условия аренды также позволили «Уильямсу» вновь забетонировать пол.

### Суд

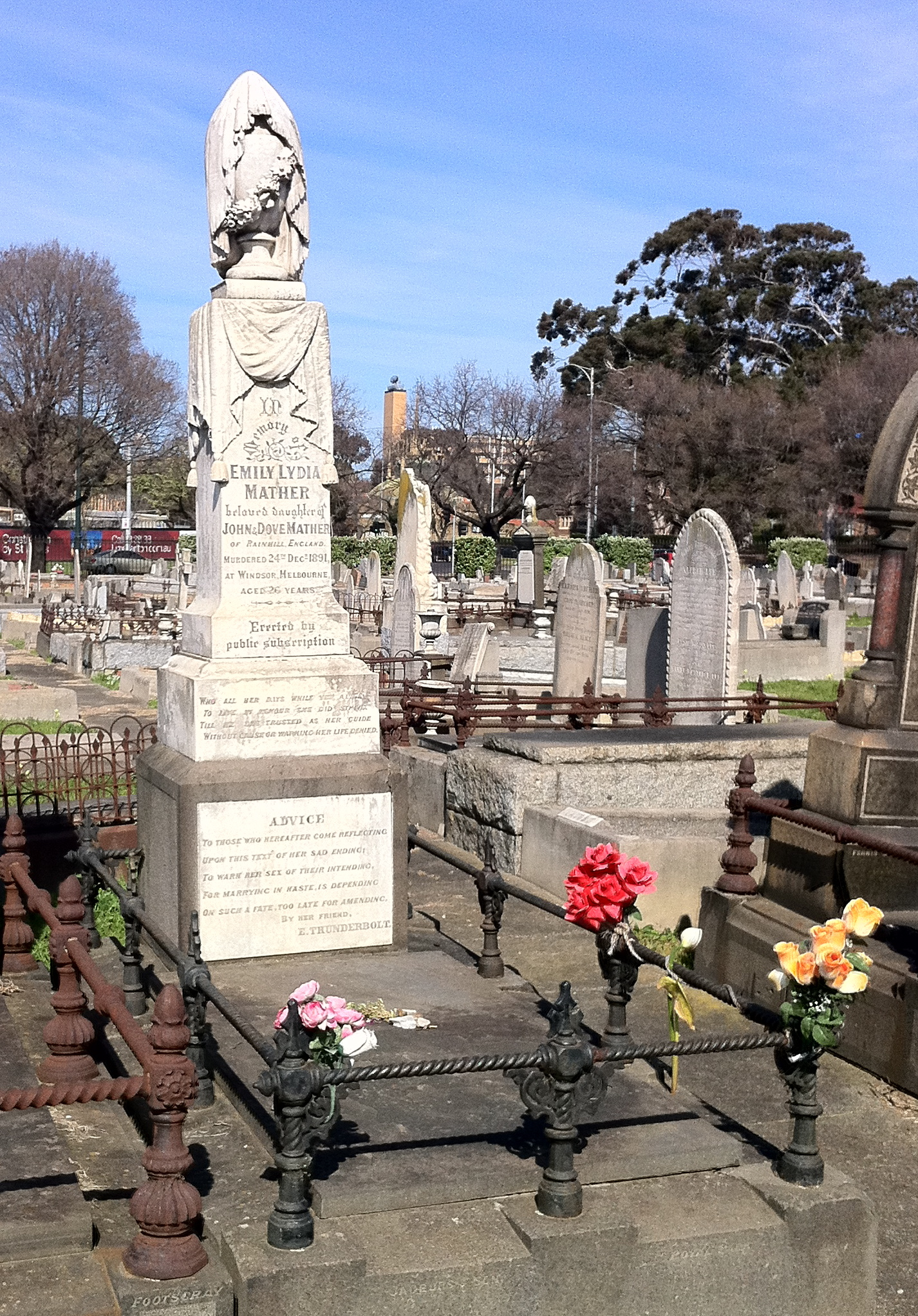
Могила Эмили Мэзер на Мельбурнском общем кладбище

В ходе этапирования Диминга в Перт и в Олбани против него поднялась волна яростных демонстраций. 25 апреля 1892 года Диминг предстал перед Верховным судом Мельбурна. Команду обвинения возглавлял Роберт Уолш. Адвокат Диминга Альфред Дикин пытался добиться признания подсудимого невменяемым. Защита также указывала жюри на влияние публикаций газет. Надеясь добиться признания о невменяемости и помочь защите, Диминг заявил, что заразился сифилисом в Лондоне и что его посещал дух матери, когда он совершал свои преступления. Перед тем как присяжные удалились на совещание, Диминг «произнёс длинную… бессвязную речь о самооправдании». Он повторил историю (которую уже рассказывал полиции), что Эмили «бежала с другим мужчиной». «Только одно доставляет мне утешение — знать, что она жива».
Присяжные вынесли вердикт «виновен». Диминг провёл последние дни за написанием своей автобиографии и сочинением стихов. «Присяжные выслушали тот длинный рассказ, который я был вынужден поведать. Но они отправили меня прямо в ад». Он также беседовал с англиканскими священниками, которому предположительно сознался. 9 мая 1892 года Исполнительный совет утвердил приговор суда. 19 мая того же года судебный комитет Тайного совета отклонил апелляцию. Диминг был повешен 23 мая 1892 года в 10:01 утра. Он весил 65 кг — на 6,4 кг меньше, чем когда был заключён в тюрьму. Автобиография, которую он написал в камере, была уничтожена.

## После казни
Эдвард Тандерболт, инспектор общественной безопасности Мельбурна и друг семьи Мэзер, организовал общественную подписку. На главном кладбище Мельбурна был воздвигнут памятник. Австралийская публика была потрясена жестокостью убийства в Виндзоре. В прессе (и австралийской, и британской) появлялись всё новые гипотезы относительно личности преступника, предполагалось, что Диминг был Джеком-потрошителем. Так, статья в выпуске The New York Times от 17 марта 1892 года вышла под заголовком:

Возможный Джек-потрошитель. Потрясающее открытие сделано в Ливерпуле. В Австралии арестован подозреваемый. Оригинальный текст (англ.)Perhaps Jack the Ripper. The Startling discovery made in Liverpool. A Man arrested in Australia.
— 
Многие эпизоды жизни Диминга остаются неясными; возможно, он был в Англии в конце 1888 года во время уайтчапельских убийств. На выставке восковых фигур Крейтмейера в Мельбурне в 1912 году экспонировалась фигура Диминга, закапывающего Мэзер, что, возможно, было отражением мнения, что Диминг и был Джеком-потрошителем. Предположения, что Диминг являлся Джеком-потрошителем, не опровергнуты по сей день. Посмертная маска Диминга выставлена в Старой тюрьме Мельбурна, где он был казнён, и в «Чёрном музее» нового Скотленд-Ярда.

## Комментарии
1. ↑  Впервые статья была напечатана The Argus 14 марта 1892 года. «Миссис Мэзер не слышала ничего о преступлении в Мельбурне [или] <…> о судьбе её дочери. Когда я рассказал ей о трагедии, она упала в обморок». Гурвич и Рэй также перечисляют множество газет, которые писали об убийстве в Виндзоре.
2. ↑  Возможно, что Диминг поехал в Южную Африку без своей семьи.
3. ↑  Гурвич и Рэй также утверждают, что предположение о том, что Диминг приобрёл цемент в Южном Кресте, готовясь к прибытию Рунсфелл, неверно.
4. ↑  Памятник стоит и поныне, на нём можно прочесть надпись: EMILY LYDIA MATHER beloved daughter of JOHN&DOVE MATHER of RAINHILL, ENGLAND. MURDERED 24th DEC 1891, AT WINDSOR, MELBOURNE. AGED 26 YEARS. Erected by public subscription. Who all her days while yet alive, To live in honour she did strive. Till he she trusted as her guide, without cause or warning her life denied. ADVICE; To those who hereafter come reflecting, Upon this text of her sad ending. To warn her sex of their intending. For marrying in haste, is depending, On such a fate, too late for amending. By her friend, E.THUNDERBOLT[27].